# Battambang
Battambang (ក្រុងបាត់ដំបង en khmer), també coneguda com a Krong Battambang (ក្រុងបាត់ដំបង, ciutat de Battambang) és la capital de la província homònima, situada al nord-oest de Cambodja.
Fundada el segle xi per l'imperi Khmer, actualment Battambang és la principal província productora d'arròs del país. Durant prop de 100 anys, va ser un important centre comercial i capital de la província siamesa de Cambodja Interior (1795-1907), tot i que sempre va estar poblada per Khmers. Actualment, Battambang segueix essent un important nucli comercial, servint com a connector entre Phnom Penh i Tailàndia.
La ciutat està localitzada a la riba del riu Sangkae, un corrent d'aigua petit i tranquil que travessa la província. Com en bona part de Cambodja, els elements arquitectònics més destacables són els provinents de l'època colonial francesa, destacant algunes de les construccions civils més remarcables del país.

## Història
Battambang va establir-se com una important ciutat comercial, amb al voltant de 2.500 habitants, al llarg del segle xviii. La població es va assentar seguint la carretera paral·lela al riu Sangkae (Stung Sangkae). El 1795 Siam (actualment Tailàndia) es va annexar bona part del nord-oest de Cambodja, incloses les actuals províncies de Banteay Meanchey, Battambang, Oddar Meanchey, Pailin i Siem Reap. Aquesta regió va passar a formar la província de Cambodja Interior. Els siamesos van governar Battambang com una capital provincial, a través de la família khmer dels Aphaiwong, branca de la família reial Khmer, i que va governar durant sis generacions i fins al 1907, moment en què aquesta província va ser cedida als francesos, essent reunificada a Cambodja, en el marc de la colònia d'Indoxina.

## Geografia

### Relleu
La ciutat de Battambang es troba a la planura cambodjana, essent creuada pel riu Sangker, un afluent del llac Sap i que és completament navegable en l'època de pluges.

### Clima

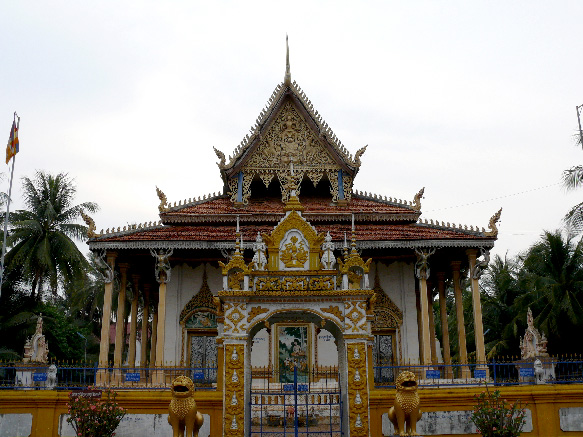
Temple de Wat Peapahd, a Battambang

| Dades climàtiques a Battambang     | Dades climàtiques a Battambang | Dades climàtiques a Battambang | Dades climàtiques a Battambang | Dades climàtiques a Battambang | Dades climàtiques a Battambang | Dades climàtiques a Battambang | Dades climàtiques a Battambang | Dades climàtiques a Battambang | Dades climàtiques a Battambang | Dades climàtiques a Battambang | Dades climàtiques a Battambang | Dades climàtiques a Battambang | Dades climàtiques a Battambang |
| Mes                                | gen                            | febr                           | març                           | abr                            | maig                           | juny                           | jul                            | ag                             | set                            | oct                            | nov                            | des                            | anual                          |
| ---------------------------------- | ------------------------------ | ------------------------------ | ------------------------------ | ------------------------------ | ------------------------------ | ------------------------------ | ------------------------------ | ------------------------------ | ------------------------------ | ------------------------------ | ------------------------------ | ------------------------------ | ------------------------------ |
| Màxima mitjana °C (°F)             | 31 (88)                        | 33 (92)                        | 35 (95)                        | 36 (96)                        | 34 (93)                        | 33 (91)                        | 32 (89)                        | 32 (89)                        | 31 (88)                        | 30 (86)                        | 30 (86)                        | 30 (86)                        | 32 (90)                        |
| Mínima mitjana °C (°F)             | 19 (67)                        | 21 (70)                        | 23 (73)                        | 24 (76)                        | 24 (76)                        | 24 (76)                        | 24 (76)                        | 24 (76)                        | 24 (75)                        | 23 (74)                        | 22 (72)                        | 20 (68)                        | 23 (73)                        |
| Precipitació mitjana mm (polzades) | 0,2                            | 0,7                            | 1,9                            | 3,4                            | 6,2                            | 5,8                            | 6,1                            | 6,1                            | 10,2                           | 8,8                            | 3,3                            | 1 (0.04)                       | 53,7                           |
| Font:                              |                                |                                |                                |                                |                                |                                |                                |                                |                                |                                |                                |                                |                                |

## Transport
La principal manera per arribar a la ciutat, i la més eficaç, és a través dels autobusos que s'hi desplacen des de Bangkok, Phnom Penh i Siem Reap. L'aeroport es troba en desús, i la línia de ferrocarril de passatgers encara no ha estat restaurada.
També hi ha connexió amb vaixell amb Siem Reap a través del riu Sangkae, tot i que durant l'estació seca, els baixos nivells de l'aigua impedeixen aquest mitjà. Com que els autobusos són més barats i més ràpids, el viatge en vaixell només l'utilitzen turistes i habitants locals que viuen al costat del riu.

## Fills il·lustres
- Kalyanee Mam - Director de cinema
- Vann Nath - pintos, artista, escriptor i activista pels drets humans
- Sopheap Pich - escultor i artista
- Arn Chorn-Pond - activista pels drets humans

## Ciutats agermanades
- Stockton, Califòrnia, Estats Units
- Kleinmachnow, Brandenburg, Alemanya